# Miguel António da Silveira
Miguel António da Silveira (Madalena do Pico, 12 de maio de 1852 — Horta, 2 de março de 1906) foi um político e comerciante, líder do Partido Progressista na Horta. Foi deputado às Cortes eleito pelo círculo eleitoral da Horta e governador civil do Distrito da Horta.

## Biografia
Nasceu na vila da Madalena do Pico, filho de Maria do Carmo da Silveira e de Miguel António da Silveira, um dos açorianos que com D. Pedro IV participaram no desembarque do Mindelo, e que pelo seu desempenho na Guerra Civil Portuguesa foi feito cavaleiro da Ordem da Torre e Espada. A sua formação académica limitou-se a estudar estudar português, latim e francês na sua vila natal, dedicando-se desde muito jovem ao comércio, estabelecendo-se na cidade da Horta. Era assim um homem de poucas letras, de carácter arrebatado, mas empreendedor. As suas fúrias ficaram célebres pelas ruas da cidade da Horta. Chamavam-lhe o «homem das botas».
A vida comercial de Miguel da Silveira começou modestamente, mas a sua casa comercial havia de se tornar numa das mais sólidas e respeitáveis dda ilha do Faial. Começou com um pequeno estabelecimento de fazendas situado no n.º 21 da então Rua de São Francisco, mas revelando-se empreendedor, embora acusado por alguns de poucos escrúpulos e de descarado contrabando com milho americano, em poucos anos fez o seu negócio prosperar, abrindo um estabelecimento de vendas por grosso, na mesma rua, e assumindo várias representações comerciais, de entre as quais o agenciamento no Faial e Pico do Banco de Portugal e da Companhia de Seguros Bonança. Com a instalação em 1898 da agência na Horta do Banco de Portugal tornou-se o primeiro agente daquele banco no Distrito da Horta.
Contudo, já deputado às Cortes, a sua maior fonte de prosperidade resultou de ter obtido a gestão da règie do monopólio dos tabacos nos Açores, resultado da amizade que mantinha com Mariano de Carvalho, então Ministro da Fazenda, para além de se ter dedicado ao comércio dos cereais, ao tempo muito lucrativo dadas as crónicas crises frumentárias que se viviam nas ilhas. A sua riqueza fez crescer a sua importância política a ponto de se tornar o político e o comerciante mais popular e mais influente em todo o distrito.
Miguel da Silveira ingressou cedo na política, quando ainda vivia na vila da Madalena, chegando rapidamente à liderança local do Partido Progressista no Pico. Foi eleito verador da Câmara Municipal da Madalena em 1869, com 18 anos de idade, e nomeado administrador do concelho em 1879.
Já instalado na cidade da Horta, foi eleito procurador à Junta Geral do Distrito da Horta (1880-1881 e 1886-1889) e depois vogal da Comissão Distrital. Contudo a sua carreira política apenas ganhou notoriedade quando foi eleito deputado pelo círculo da Horta nas eleições gerais de 6 de março de 1887, sendo reeleito em 20 de outubro de 1889. Em 1894, voltaria ao parlamento depois de luta eleitoral renhida em que o Partido Progressista, então na oposição, venceu a maioria dos lugares de deputado no distrito. A 26 de junho de 1904 foi novamente eleito deputado, mas renunciou, em 15 de agosto seguinte, a favor do conselheiro José Maria de Oliveira Matos. No parlamento, defendeu a obrigação do governo nomear progressistas, naturais das ilhas do Faial e do Pico, para os lugares da administração pública no distrito da Horta e conseguiu verbas importantes para estradas e melhoramentos em portos, entre outros.
Após a sua eleição como deputado, tornou-se figura dominante do Partido Progressista a nível regional, chegando a chefe do partido, no distrito da Horta, após a morte em 1895 do conselheiro Manuel Francisco de Medeiros. Para além dos cargos estritamente políticos, foi provedor da Santa Casa da Misericórdia da Horta, vice-cônsul da República do Chile e presidente da junta local da Liga Naval.
Estando o Partido Progressista no governo em Lisboa, então presidido por José Luciano de Castro, foi nomeado governador civil do Distrito da Horta, cargo que exerceu entre 11 de fevereiro de 1897 e 20 de julho de 1899.. Em consequência, em 1898 foi agraciado com a Carta de Conselho, por proposta de José Luciano de Castro, mas a concessão foi fortemente contestada nas Cortes. Como secretário-geral do Governo Civil da Horta foi então nomeado o advogado Urbano Prudêncio da Silva, também natural da vila da Madalena.
Quando faleceu, a 2 de março de 1906, com 54 anos incompletos de idade, estava no auge do seu poder e prestígio. Respeitado por uns, mas odiado por outros, as notícias necrológicas publicadas pelos jornais locais dão dele uma imagem matizada. Embora elogiado tanto por jornais que lhe eram afectos como por outros da oposição, o jornal O Telégrafo afirmava que se afirmara «como homem político, de extraordinária energia e incontestável tino, impôs-se ao respeito dos partidos militantes. Serviu muitos apaniguados: poucos lhe foram fiéis nas ocasiões graves; raros lhe ficaram gratos». O periódico O Movimento, da ilha de São Jorge, lembrava que «promoveu descontentamentos e represálias. Não soube ser mais forte e mais estimado, pecou pelo seu feitio e génio; mas serviu muitos [...]». Bem diferente era a visão do jornal picoense O Picaroto que afirmava ser «um adversário forte, mas inteligente, perspicaz, conhecendo como poucos os homens que o rodeavam; era um lutador intemerato, mas a sua oposição capitulava em tratando-se de assuntos de interesse geral da nossa terra; era um político impetuoso e impulsivo, mas era um carácter no fundo generoso e conciliador». Foi sucedido na liderança local do Partido Progressista por seu filho Miguel da Silveira, que conduziu o partido a uma fase de desagregação e de apagamento que se manteve até à sua extinção na sequência da implantação da República Portuguesa em 1910.
O Conselheiro Miguel da Silveira é lembrado na toponímia da cidade da Horta, onde o seu nome foi dado à antiga Rua da Areia ou Rua do Mar, no litoral da cidade, a qual passou a designar-se «Rua Conselheiro Miguel da Silveira» por decisão da Câmara Municipal da Horta de 19 de Janeiro de 1905. Na Madalena do Pico, a antiga Rua do Valverde tem o seu nome desde janeiro de 1905, por decisão da Câmara Municipal daquele concelho.